# Jesús García (Sonora)
Jesús García es un ejido del municipio de Caborca ubicado en el noroeste del estado mexicano de Sonora, en la zona del desierto de Sonora. Según los datos del Censo de Población y Vivienda realizado en 2020 por el Instituto Nacional de Estadística y Geografía (INEGI), Jesús García tiene un total de 438 habitantes. Fue fundado por resolución presidencial el 9 de noviembre de 1966.

## Geografía
Jesús García se sitúa en las coordenadas geográficas 30°43'52" de latitud norte y 112°23'45" de longitud oeste del meridiano de Greenwich, a una elevación de 196 metros sobre el nivel del mar.